# Bridgetown (cratera)
Bridgetown é uma cratera marciana. Tem como característica 1.3 quilômetros de diâmetro. Deve o seu nome à capital dos Barbados - Bridgetown.